# Castello di San Felipe (Puerto de la Cruz)

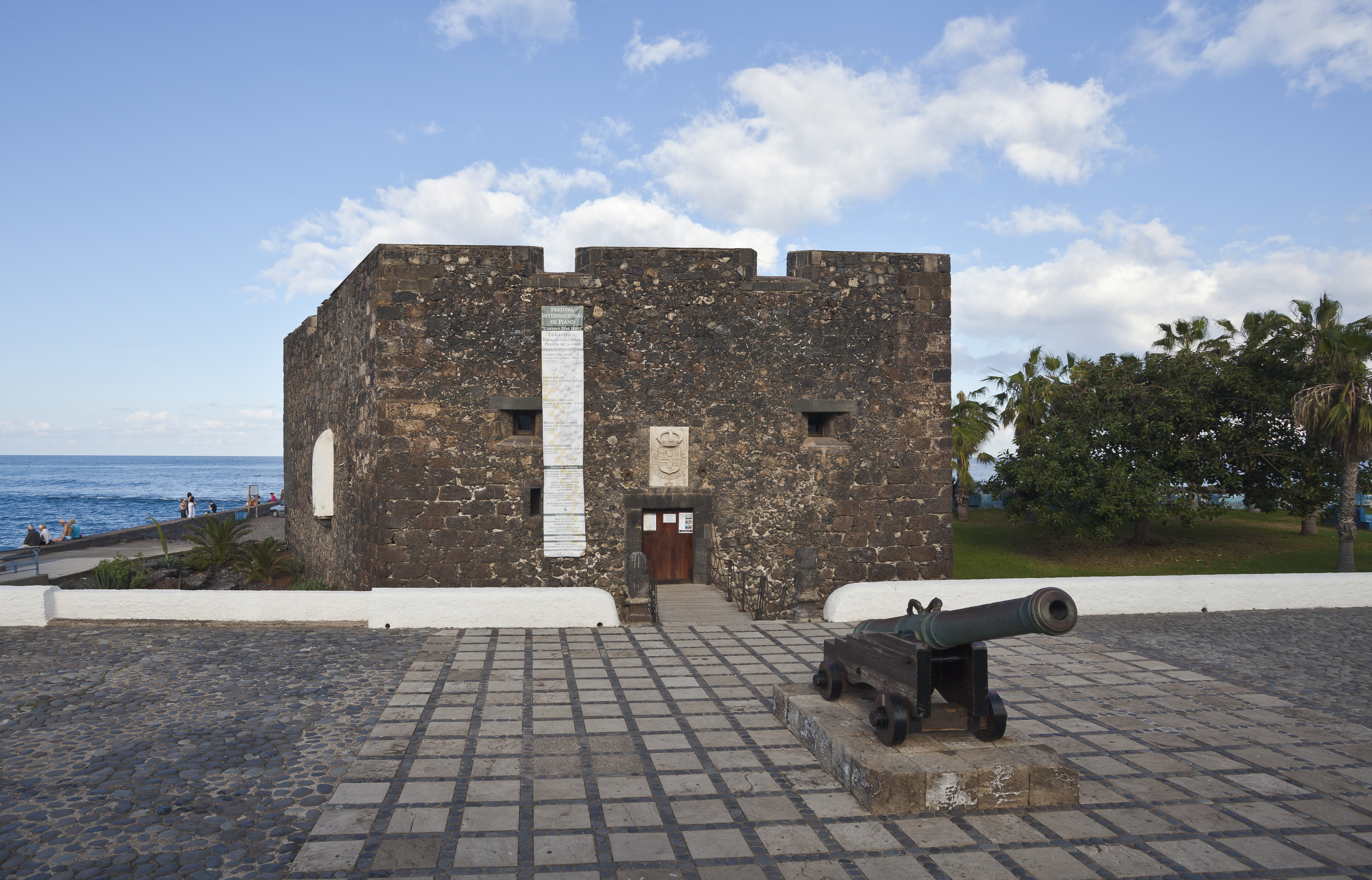
Castello di San Felipe

Il castello di San Felipe, (in spagnolo: castillo de San Felipe) è una ex fortezza militare nella città di Puerto de la Cruz (Tenerife, Isole Canarie, Spagna).
Il castello è una delle quattro antiche fortezze a difesa della città. La costruzione è iniziata nel 1599. L'attuale castello fu costruito tra il 1641 e il 1655. Nel XIX secolo  è stato restaurato nel corso del tempo, a causa del deterioramento. Le altre parti della fortezza, dichiarate non idonee per le esigenze dell'esercito nel 1924, sono state smantellate.